# Fox Broadcasting Company
 (транскр.  Фокс броудкестинг кампани), често скраћено као Fox (транскр.  Фокс), је америчка земаљска телевизијска мрежа која је водеће својство Fox Corporation. Седиште мреже се налази у 1211 Avenue of the Americas у Њујорку, са додатним канцеларијама у Fox Broadcasting Center (такође у Њујорку) и у Fox Television Center у Лос Анђелесу.
Покренут 9. октобра 1986. године, као конкурент три велике телевизијске мреже (ABC, CBS и NBC), Fox је постао најуспешнији покушај четврте телевизијске мреже. Постао је најгледанија телевизијска мрежа у демографији 18—49 од 2004. до 2012. године и зарадио је позицију најгледаније америчке телевизијске мреже у укупној гледаности током 2007—08 сезоне.
Fox је назван по раније званом 20th Century Fox и индиректно по продуценту Вилијам Фокс, који је основао један од претходних филмских студија, Fox Film. Fox је члан Северноамеричке асоцијације емитера и Националне асоцијације емитера.